# Sebastián Jaime
Sebastián Óscar Jaime (La Plata, Argentina, 30 de enero de 1987) es un exfutbolista argentino naturalizado chileno. Jugaba de delantero.

## Estadísticas
| Club | Div           | Temporada     | Liga  | Liga  | Copas nacionales(1) | Copas nacionales(1) | Torneos internacionales(2) | Torneos internacionales(2) | Total | Total | Media goleadora(3) |
| Club | Div           | Temporada     | Part. | Goles | Part.               | Goles               | Part.                      | Goles                      | Part. | Goles | Media goleadora(3) |
| --- | ------------- | ------------- | ----- | ----- | ------------------- | ------------------- | -------------------------- | -------------------------- | ----- | ----- | ------------------ |
| Defensores de Cambaceres Argentina | 4ª            | 2008-09       | 38    | 13    | -                   | -                   | -                          | -                          | 38    | 13    | 0.34               |
| Defensores de Cambaceres Argentina | Total club    | Total club    | 38    | 13    | 0                   | 0                   | 0                          | 0                          | 38    | 13    | 0.34               |
| Argentinos Juniors Argentina | 1ª            | 2009-10       | 1     | 0     | -                   | -                   | -                          | -                          | 1     | 0     | 0.00               |
| Argentinos Juniors Argentina | Total club    | Total club    | 1     | 0     | 0                   | 0                   | 0                          | 0                          | 1     | 0     | 0.00               |
| Deportes La Serena · Chile | 1ª            | 2010          | 19    | 11    | -                   | -                   | -                          | -                          | 19    | 11    | 0.58               |
| Deportes La Serena · Chile | Total club    | Total club    | 19    | 11    | 0                   | 0                   | 0                          | 0                          | 19    | 11    | 0.58               |
| Unión Española · Chile | 1ª            | 2011          | 33    | 11    | 6                   | 3                   | 10                         | 3                          | 49    | 17    | 0.35               |
| Unión Española · Chile | 1ª            | 2012          | 39    | 20    | 5                   | 2                   | 3                          | 1                          | 47    | 23    | 0.49               |
| Unión Española · Chile | 1ª            | 2013          | 17    | 4     | 2                   | 0                   | -                          | -                          | 19    | 4     | 0.21               |
| Unión Española · Chile | 1ª            | 2013-14       | 31    | 8     | 8                   | 1                   | 8                          | 1                          | 47    | 10    | 0.21               |
| Unión Española · Chile | 1ª            | 2014-15       | 3     | 1     | 2                   | 0                   | -                          | -                          | 5     | 1     | 0.20               |
| Real Salt Lake Estados Unidos | 1ª            | 2014          | 7     | 0     | -                   | -                   | -                          | -                          | 7     | 0     | 0.00               |
| Real Salt Lake Estados Unidos | 1ª            | 2015          | 20    | 5     | 3                   | 1                   | 3                          | 0                          | 26    | 6     | 0.23               |
| Real Salt Lake Estados Unidos | Total club    | Total club    | 27    | 5     | 3                   | 1                   | 3                          | 0                          | 33    | 6     | 0.18               |
| Universidad Católica · Chile | 1ª            | 2015-16       | 6     | 0     | -                   | -                   | -                          | -                          | 6     | 0     | 0.00               |
| Universidad Católica · Chile | 1ª            | 2016-17       | 11    | 2     | 4                   | 1                   | 1                          | 0                          | 16    | 3     | 0.19               |
| Universidad Católica · Chile | Total club    | Total club    | 17    | 2     | 4                   | 1                   | 1                          | 0                          | 22    | 3     | 0.14               |
| Unión Española · Chile | 1ª            | 2016-17       | 11    | 3     | -                   | -                   | 4                          | 2                          | 15    | 5     | 0.33               |
| Unión Española · Chile | 1ª            | 2017          | 11    | 2     | 2                   | 0                   | -                          | -                          | 13    | 2     | 0.15               |
| Unión Española · Chile | 1ª            | 2018          | 22    | 4     | 4                   | 1                   | 2                          | 0                          | 26    | 5     | 0.19               |
| Curicó Unido · Chile | 1ª            | 2019          | 21    | 5     | -                   | -                   | -                          | -                          | 21    | 5     | 0.23               |
| Curicó Unido · Chile | 1ª            | 2020          | 24    | 3     | -                   | -                   | -                          | -                          | 24    | 3     | 0.12               |
| Curicó Unido · Chile | Total club    | Total club    | 45    | 8     | -                   | -                   | -                          | -                          | 45    | 8     | 0.17               |
| Rangers · Chile | 2ª            | 2021          | 18    | 1     | 1                   | 0                   | -                          | -                          | 19    | 1     | 0.05               |
| Rangers · Chile | Total club    | Total club    | 18    | 1     | 1                   | 0                   | -                          | -                          | 19    | 1     | 0.05               |
| Unión Española · Chile | 1ª            | 2022          | 11    | 2     | 2                   | 0                   | 0                          | 0                          | 1     | 0     | 0.00               |
| Unión Española · Chile | Total club    | Total club    | 167   | 53    | 31                  | 7                   | 26                         | 7                          | 223   | 67    | 0.30               |
| Total carrera | Total carrera | Total carrera | 333   | 93    | 37                  | 9                   | 31                         | 7                          | 401   | 109   | 0.26               |
| (1) Incluye datos de Copa Chile, Supercopa de Chile y Lamar Hunt U.S. Open Cup. (2) Incluye datos de Copa Libertadores, Concacaf Liga Campeones y Copa Sudamericana. (3) No incluye goles en partidos amistosos. |               |               |       |       |                     |                     |                            |                            |       |       |                    |

## Palmarés

### Campeonatos nacionales
| Título             | Equipo                    | País      | Año    |
| ------------------ | ------------------------- | --------- | ------ |
| Primera División   | A.A. Argentinos Juniors   | Argentina | 2010-C |
| Primera División   | Unión Española            | Chile     | 2013-T |
| Supercopa de Chile | Unión Española            | Chile     | 2013   |
| Primera División   | C.D. Universidad Católica | Chile     | 2016-C |
| Supercopa de Chile | C.D. Universidad Católica | Chile     | 2016   |
| Primera División   | C.D. Universidad Católica | Chile     | 2016-A |